# 대전봉명초등학교
대전봉명초등학교는 대한민국 대전광역시 유성구 봉명동에 있는 초등학교다.

## 학교 연혁
- 2007. 11. 08 대전봉명초등학교 설립 인가
- 2011. 03. 01 초대 신언표 교장선생님 취임
- 2011. 03. 01 대전봉명초등학교 개교 (7학급, 184명)
- 2011. 03. 01 대전봉명초등학교 병설유치원 개원 (2학급, 28명)
- 2011. 03. 14 1학급 증설 (8학급, 186명)
- 2012. 02. 15 병설유치원 제1회 졸업식 (12명)
- 2012. 02. 16 제1회 졸업식 (31명)
- 2012. 03. 01 4학급 증설 (12학급, 217명)
- 2012. 03. 01 병설유치원 1학급 증설 (3학급, 37명)
- 2013. 02. 15 제2회 48명 졸업 (졸업생 79명)
- 2013. 03. 01 1학급 증설 (13학급, 246명)
- 2014. 02. 14 제3회 40명졸업 (졸업생 119명)
- 2014. 03. 01 7학급 증설 (20학급, 477명)
- 2014. 09. 01 제2대 손문승 교장선생님 취임
- 2014. 09. 01 7학급 증설 (27학급, 630명)
- 2015. 02. 13 제4회 88명졸업 (졸업생 207명)

==

## 참고 자료
- 대전봉명초등학교 - 한국교육학술정보원 학교알리미